# Crátero da Macedônia
Crátero (grego antigo: Κρατερός), também chamado de Crateruas, foi rei da Macedônia durante três ou quatro dias em 339 a.C.
Crátero era um pajem real e eromenos (amante) do rei Arquelau I (Platão não o chamava de rei, mas de tirano). Em 339 a.C. [carece de fontes?] assassinou o rei e amante por ambição, e reinou durante três ou quatro dias, até que foi traído por outros e morto. Ele foi sucedido pelo filho de Arquelau, Orestes.
Uma versão alternativa é que Arquelau havia prometido uma filha em casamento a Crátero, mas, quando Arquelau deu a filha para outro, por indignação, Crátero o matou.
Este rei não é mencionado nas listas de reis da Macedônia de Eusébio de Cesareia.